# Józef Stompel
Józef Stompel (ur. 4 lipca 1933 w Świętochłowicach) – polski pianista i nauczyciel akademicki.
Studiował w klasie fortepianu prof. Wandy Chmielewskiej w Państwowej Wyższej Szkole Muzycznej w Katowicach. Studia ukończył z wyróżnieniem w 1959 roku. Studia uzupełniał w 1960 r. u Bruno Seidlhofera w Internationale Sommerakademie w Mozarteum w Salzburgu.
Od 1960 był solistą Państwowej Filharmonii Śląskiej w Katowicach. Józef Stompel pracę pedagogiczną rozpoczął w 1966 w Państwowej Wyższej Szkole Muzycznej w Katowicach. W latach 1976–79 był prodziekanem, a w czasie 1979–1984 dziekanem Wydziału Instrumentalnego. W okresie 1994–1996 był profesorem wizytującym w Kobe College (Kōbe jogakuin daigaku). W latach 1996–2002 pełnił funkcję Kierownika Katedry Fortepianu katowickiej uczelni. Prowadził klasę fortepianu na stanowisku profesora. W 1981 Rada Państwa nadała artyście tytuł profesora nadzwyczajnego.
Dokonał prawykonań utworów kompozytorów polskich, m.in. Concertina da camera Józefa Świdra, Concertina Krzysztofa Baculewskiego, Koncertu fortepianowego Edwarda Bogusławskiego, Symfonii koncertującej Jana Wincentego Hawla, Koncertu fortepianowego Romualda Twardowskiego.
Koncertował m.in. w ZSRR, Czechosłowacji, NRD, Korei Północnej, Bułgarii, Rumunii, Danii, Francji, Belgii, Turcji, Iranie, Maroko, Nigerii, USA (w tym w Carnegie Hall).
Prof. J. Stompel był wiceprezesem Zarządu Towarzystwa im. Fryderyka Chopina. Był jurorem XIV MKP im. F. Chopina i XV MKP a także Viotti International Music Competition. Był członkiem PZPR.

## Nagrody i odznaczenia
- II Nagroda w Ogólnopolskim Konkursie Mozartowskim w Katowicach (1955)
- Nagroda w I Międzynarodowym Konkursie im. George Enescu w Bukareszcie (1958)
- Wyróżnienie na VI Międzynarodowym Konkursie Pianistycznym im. Fryderyka Chopina (1960)
- Nagroda Ministra Kultury i Sztuki I stopnia (dwukrotnie)
- Krzyż Oficerski Orderu Odrodzenia Polski
- Krzyż Kawalerski Orderu Odrodzenia Polski
- Złoty Krzyż Zasługi
- Medal 40-lecia Polski Ludowej
- Medal Komisji Edukacji Narodowej
- Odznaka „Zasłużony Działacz Kultury”
- Złota Odznaka "Zasłużony w rozwoju województwa katowickiego"
- Nagroda Trybuny Ludu (1983)[4]